# Interreg Öresund-Kattegat-Skagerrak
Interreg Öresund-Kattegat-Skagerrak 2014-2020 är ett av EU:s gränsregionala Interreg-program, och finansierar gränsöverskridande projektverksamhet i det geografiska område som programmet omfattar. Detta område består av Region Mittjylland, Region Nordjylland, Region Hovedstaden och Region Själland; Hallands län, Västra Götalands län och Region Skåne; Østfold fylke, Akershus fylke, Vestfold fylke, Buskerud fylke, Telemark fylke, Aust-Agder fylke, Vest-Agder fylke samt Oslo kommun. 
Förutom att vara gränsöverskridande ska projekten ha bäring på något av programmets fyra insatsområden: innovation, grön ekonomi, transport eller sysselsättning.